# Краттіген
Краттіген (нім. Krattigen) — громада  в Швейцарії в кантоні Берн, адміністративний округ Фрутіген-Нідерзімменталь.

## Географія
Громада розташована на відстані близько 39 км на південний схід від Берна.
Краттіген має площу 6 км², з яких на 10,9% дозволяється будівництво (житлове та будівництво доріг), 37,6% використовуються в сільськогосподарських цілях, 50,6% зайнято лісами, 1% не є продуктивними (річки, льодовики або гори).

## Демографія
2019 року в громаді мешкало 1131 особа (+15,6% порівняно з 2010 роком), іноземців було 8,2%. Густота населення становила 189 осіб/км².
За віковим діапазоном населення розподілялося таким чином: 16,9% — особи молодші 20 років, 55,3% — особи у віці 20—64 років, 27,8% — особи у віці 65 років та старші. Було 528 помешкань (у середньому 2,1 особи в помешканні).
Із загальної кількості 272 працюючих 29 було зайнятих в первинному секторі, 41 — в обробній промисловості, 202 — в галузі послуг.